# Engelermeer
Het Engelermeer is een recreatieplas en recreatiegebied ten noordwesten van 's-Hertogenbosch, in de Nederlandse provincie Noord-Brabant. De plas is genoemd naar het plaatsje Engelen, dat ten oosten van het Engelermeer aan de Dieze ligt. Het grootste deel van het gebied, dat in totaal 428 hectare beslaat, wordt beheerd door de gemeente Den Bosch. Het is vooral bestemd voor meer intensieve recreatie. Een 58 hectare groot deel aan de noordoostzijde van de plas heeft als bestemming natuurgebied en valt onder de verantwoordelijkheid van Staatsbosbeheer.
Aan het Engelermeer is sinds 1993 een officieel naaktstrand.

## Geschiedenis
De plas is waarschijnlijk een restant van een oude stroomgeul van de Maas van vóór de 13e eeuw.
Voor het uitgraven van de Bergsche Maas in het begin van de 20e eeuw, werd bij hoge waterstanden van de Maas het systeem van de Beerse Maas gebruikt om het overtollige water via de Beerse Overlaat af te laten vloeien. Dat stroomde dan vanaf Grave naar 's-Hertogenbosch en belemmerde de afvoer van het water van de Aa en de Dommel. Dit laatste water stroomde dan de Vughtse Gement in, deels naar het westen ten noorden van de Drunense Duinen in de richting van Waalwijk en het Oude Maasje, deels echter in noordoostelijke richting voorlangs de keerdijk van Vlijmen naar Bokhoven, waar een overlaat het water alsnog in de Maas kon doen stromen. Een deel van de stroomgeul van die laatste route bleef permanent met water gevuld en heette het Engelermeer.
Na de Tweede Wereldoorlog werd de plas gebruikt voor uitgebreide zandwinning, daardoor vergroot en uiteindelijk ingericht als recreatieplas, met uitzondering van het ondiepe noordelijk gedeelte dat een natuurgebied werd. Al vlak na de zandwinning werd het Engelermeer geliefd bij windsurfers, een sport die destijds nog in kinderschoenen stond. Verdere zandwinning heeft tot circa 2012 geleid tot een vergroting van de plas tot meer dan 100 ha.

## Natuurgebied
Het natuurgebied gebied bij het Engelermeer omvat de restanten van een eendenkooi, open water, broekbos, veenmosarm rietland en cultuurland. De eendenkooi is in gebruik als tel- en ringstation en rustgebied voor watervogels. Het moerasbos behoort tot het elzenrijk essen-iepenbos en het droog essen-iepenbos. Vanaf 1990 zijn geiten ingeschaard om geheel dichtgroeien van het gebied tegen te gaan. Het riet wordt gemaaid. Omstreeks 2005 zijn een oeverzwaluwenwand en een vleermuiskelder aangelegd. Rond 2010 is het gebied beter toegankelijk gemaakt voor wandelaars.

## Engel van 't Meer

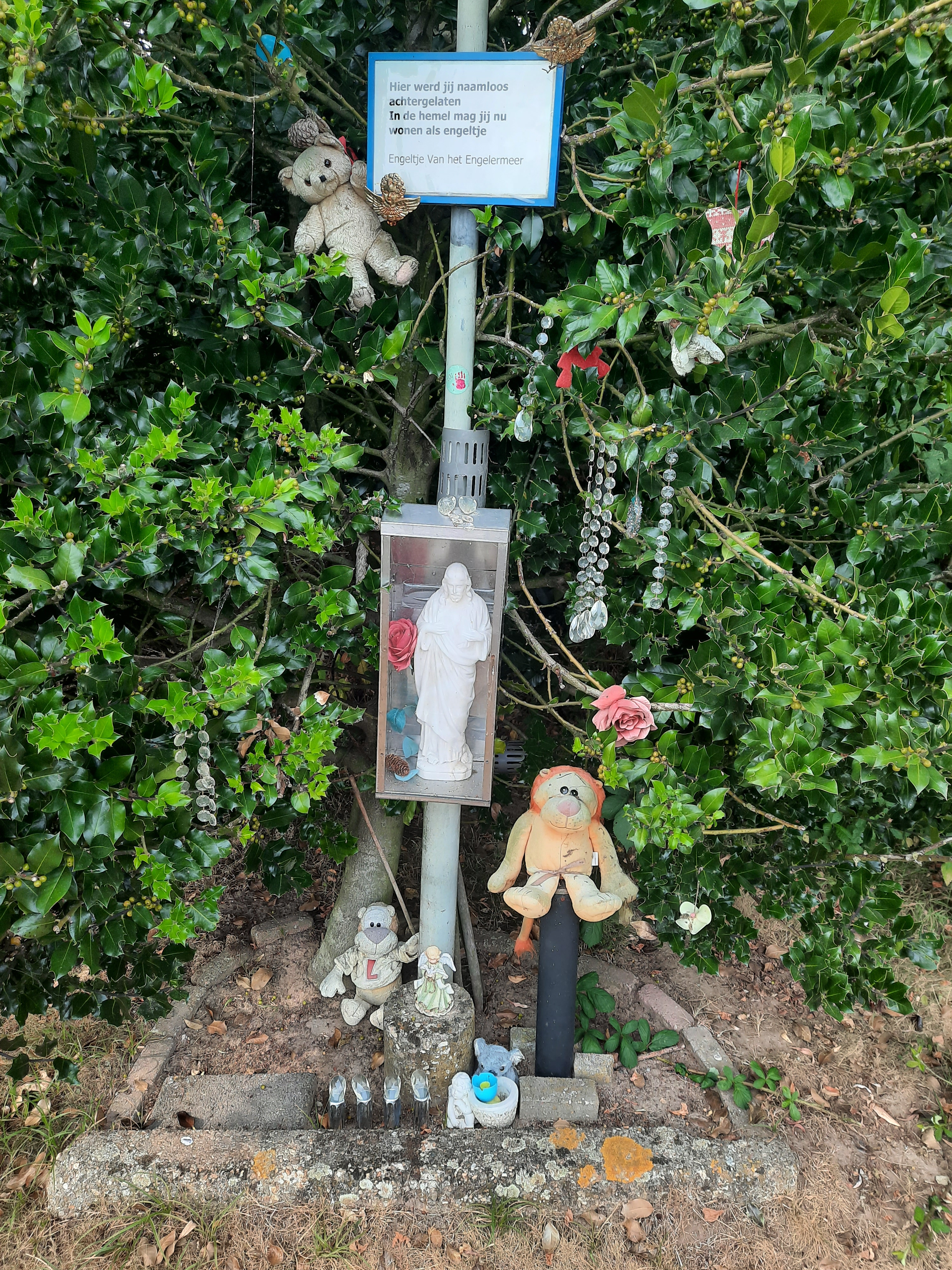
Engel van 't Meer

Op 4 januari 2007 werd in de nabijheid van het meer een babylijkje gevonden. Het kind is begraven onder de door burgemeester Ton Rombouts gegeven naam Engel van 't Meer.